# Alen Omić
Alen Omić (Tuzla, 6 maggio 1992) è un cestista bosniaco naturalizzato sloveno.

## Carriera
Con la Slovenia ha disputato i Campionati mondiali del 2014 e i Campionati europei del 2015.

## Palmarès

### Squadra
- Campionato serbo: 1

Stella Rossa Belgrado: 2017-18
- Coppa di Slovenia: 4

Union Olimpija: 2013
Cedevita Olimpija: 2022, 2023, 2024
- Supercoppa slovena: 2

Union Olimpija: 2013, 2014
- Eurocup: 1

Malaga: 2016-17

### Individuale
- All-Eurocup First Team: 1

Gran Canaria: 2015-16
- Košarkaška liga Srbije MVP playoffs: 1

Stella Rossa Belgrado: 2017-18